# Armonico tributo
Armonico tributo est le titre d'un recueil de sonates pour orchestre à cordes composées par Georg Muffat et publié à Salzbourg en 1682 avec une révision en 1701.

## Histoire et structure
L'ouvrage, le premier publié de Muffat, sous titré Sonate di camera commodissime a pocchi, ò a molti stromenti, est dédié au prince-archevêque de Salzbourg Maximilian Gandolph von Künburg (Muffat y est organiste à la cathédrale depuis 1678). Cette dédicace ainsi que la courte préface sont rédigées en italien, réminiscence du récent séjour de Muffat en Italie. Le compositeur est le premier à introduire en Allemagne la manière italienne de la sonate en trio.
Ces sonates, au nombre de cinq, sont fortement inspirées du modèle de celles de Corelli que Muffat a côtoyé lors de son séjour de perfectionnement en Italie — et peut-être même quelques-unes de ces sonates ont-elles été jouées devant le maître. Elles sont écrites pour cinq parties instrumentales (deux violons, alto, ténor de violon - ou second alto - et basse) qui peuvent être réalisées avec un effectif moindre (par exemple deux violons et violoncelle se répartissant les notes d'accords manquants des altos) au dire même du compositeur. Leur structure est très irrégulière, combinant des mouvements relevant de la sonata da chiesa ou de la sonata da camera (mouvements de danse : allemande, courante, sarabande, gavotte, menuet, bourrée, passacaille, ballet). 
- Sonata I (ré majeur)
  - Grave - Allegro e presto - Allemanda Grave e forte - Grave - Gavotta Allegro e forte - Grave - Menuet Allegro e forte
- Sonata II (sol mineur)
  - Grave - Allegro - Grave - Forte e allegro - Aria - Grave - Sarabanda Grave - Grave - Borea Alla breve
- Sonata III (la majeur)
  - Grave - Allegro - Corrente - Adagio - Gavotta - Rondeau
- Sonata IV (mi mineur)
  - Grave - Balletto - Adagio - Menuet - Adagio - Aria Presto
- Sonata V (sol majeur)
  - Allemanda Grave - Adagio - Fuga - Adagio - Passaglia Grave

En 1701, Muffat réutilisa une partie du matériel thématique de l’Armonico tributo dans certains des concertos grossos de son recueil sobrement (!) intitulé Auserlesener mit Ernst und Lust gemengter Instrumental-Musik Erste Versamblung qui introduisit cette forme musicale en pays germanique. 
Il reprend notamment la passacaille, sous forme modernisée. Elle comprend vingt-cinq variations sur un ostinato apparenté à celui des Variations Goldberg de Bach.

## Discographie

### Intégrales
- Armonico tributo - The Parley of instruments, dir. Roy Goodman et Peter Holman (29-30 avril 1981, Hyperion CDA66032) (OCLC 981394872 et 492814334)
- Armonico tributo - La Stravaganza Köln, dir. Andrew Manze (20-22 juillet 1992, MDG L 3459) (OCLC 30665233)
- Armonico tributo - Ensemble 415, dir. Chiara Banchini (octobre 1995, Harmonia Mundi HMC 1951581 / HMA 1951581) (OCLC 36099058)
- Armonico tributo - Ars Antiqua Austria, dir. Gunar Letzbor (octobre 2000, Pan Classics / Symphonia) (OCLC 1100970307 et 828074658)
- Armonico tributo - Ens. Opus X, dir Pietro Tapio Mattson (26-30 août 2002, Alba) (OCLC 57358145)
- Armonico tributo - Les Muffatti, dir. Peter van Heyghen (avril/mai 2005, Ramée) (OCLC 750543972)

### Extraits
- Sonates 2 et 5 - Freiburger Barockorchester (1993, DHM) (OCLC 42547517) — avec Biber, Sonatæ tam aris quam aulis servientes (1676), sonates nos 2,3,5,9 et 11.

## Hommage
Un ensemble autrichien de musique ancienne et baroque (du XIIe au XVIIIe siècle) à géométrie variable (trois, à un effectif plus étoffé pour l'opéra), fondé dans les années 1980, porte le titre d’Armonico Tributo Austria. Il est dirigé par le gambiste Lorenz Duftschmid.

## Biographie
- Manfred Bukofzer (trad. de l'anglais par Claude Chauvel, Dennis Collins, Frank Langlois et Nicole Wild), La musique baroque : 1600-1750 de Monteverdi à Bach [« Music in the baroque era »], Paris, Éditions Jean-Claude Lattès, coll. « Musiques et musiciens », 1988 (1re éd. 1947), 485 p. (OCLC 19357552, BNF 35009151)
- Roy Goodman, « Armonico tributo », p. 7–10, Hyperion (CDA66032), 1981 .
- Julie Anne Sadie (dir.), Guide de la musique baroque, Paris, Fayard, coll. « Les Indispensables de la musique », 1995, 736 p. (OCLC 34495042).